# Tobrilus longus
Tobrilus longus (synoniem:Trilobus longus) is een rondwormensoort uit de familie van de Tobrilidae, die in zoetwater leeft. De wetenschappelijke naam van de soort is voor het eerst geldig gepubliceerd in 1851 door Leidy.

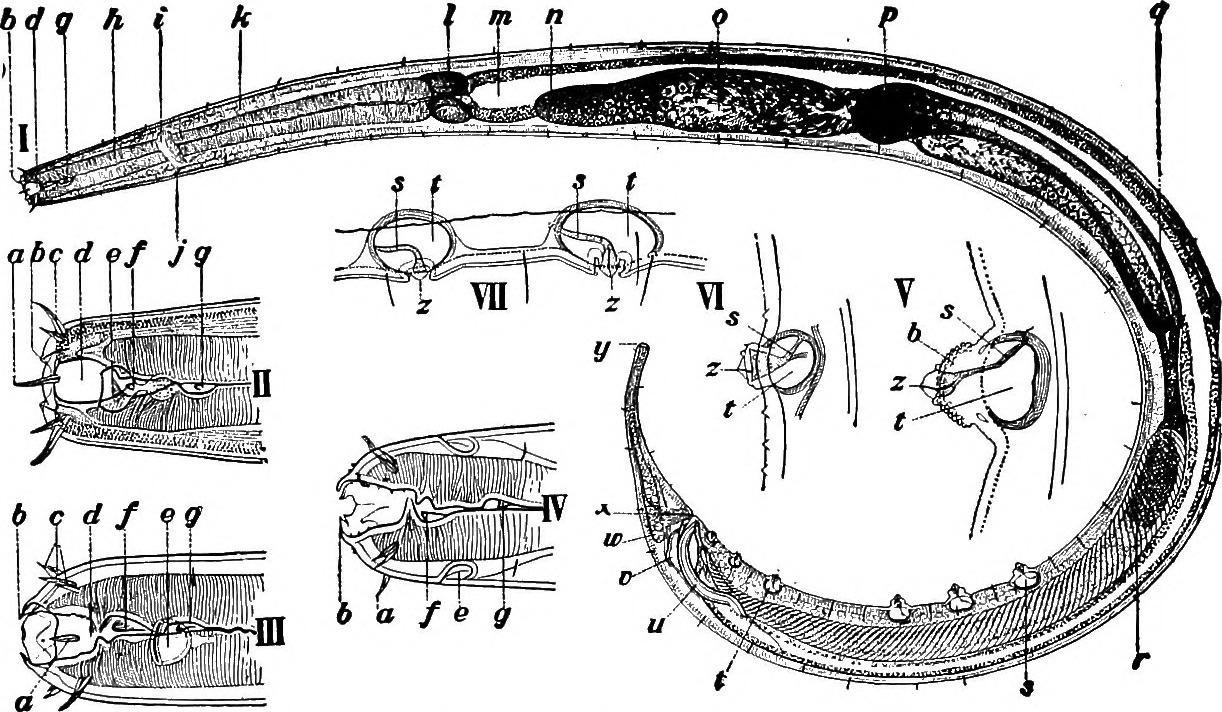
Tobrilus longus. I, mannetje; II, kop, zijaanzicht; III, kop, zijaanzicht; IV, kop, buikaanzicht; V, achterste supplementair orgaan; VI, achterste supplementair orgaan; VII, twee supplementaire organen van een buitengewoon vrouwtje. a, seta aan zijkant; b, papillen; c, seta iets naast het midden; d, farynx; e, orgaan aan zijkant; f, tand; g, tand; h, slokdarm (oesofagus); i, zenuwring; j, uitscheidingsopening; k, lichaamsspieren; l, klieren; m, spijsverteringskanaal (darm); n, dichteind voorste testikel; 0, testikel; p, verbindingsplaats testikels; 5, dichteind achterste testikel; r, zaadleider: s, zenuw van supplementair orgaan; t, holte van supplementair orgaan; u, linker spiculum; v, gubernaculum; w, de drie staartklieren; x, anus; y, staartpunt; z, top van supplementair orgaan. (Naar Cobb.)

Zogenaamde supplementaire organen komen voor bij zowel mannetjes als vrouwtjes en worden door de cuticula gevormd. Het zijn uitscheidings- en aanhechtingsorganen, die bij de paring een rol spelen.